# Monterey Bay Aquarium
Das Monterey Bay Aquarium (MBA) im kalifornischen Monterey ist eines der größten öffentlichen Schauaquarien weltweit. Gebaut wurde die 1984 eröffnete Ausstellung mit einer 55-Millionen-Dollar-Spende von David Packard auf dem Gelände einer ehemaligen Fischfabrik an der Cannery Row. Ein Erweiterungsbau für 57 Millionen Dollar wurde 1996 fertiggestellt. Bekannt ist es für das Acrylfenster, das den Blick in das größte Aquarium erlaubt. Es war lange Zeit mit einer Länge von 17 und einer Höhe von 5 Metern das größte Fenster weltweit.

## Ausstellung
Hier leben 35.000 Meerestiere aus 550 Arten: Von Nacktschnecken über Seesterne und Quallen bis hin zu Haien und Pinguinen.
Das Aquarium verfügt über etwa 200 Becken, das größte davon, „the Outer Bay“, fasst etwa 4 Millionen Liter Wasser. Ebenfalls zum Bereich Outer Bay gehört eine umfangreiche Sammlung von Quallen. Weitere Schwerpunkte sind ein großes Tangwald-Becken, Seeotter, eine umfangreiche Ausstellung von weiteren Ottern („mad about otters“) sowie eine Gezeitenzone, in der auch die Pinguine gezeigt werden. Von der Terrasse aus lassen sich Otter in freier Wildbahn beobachten.

Das Outer-Bay-Becken
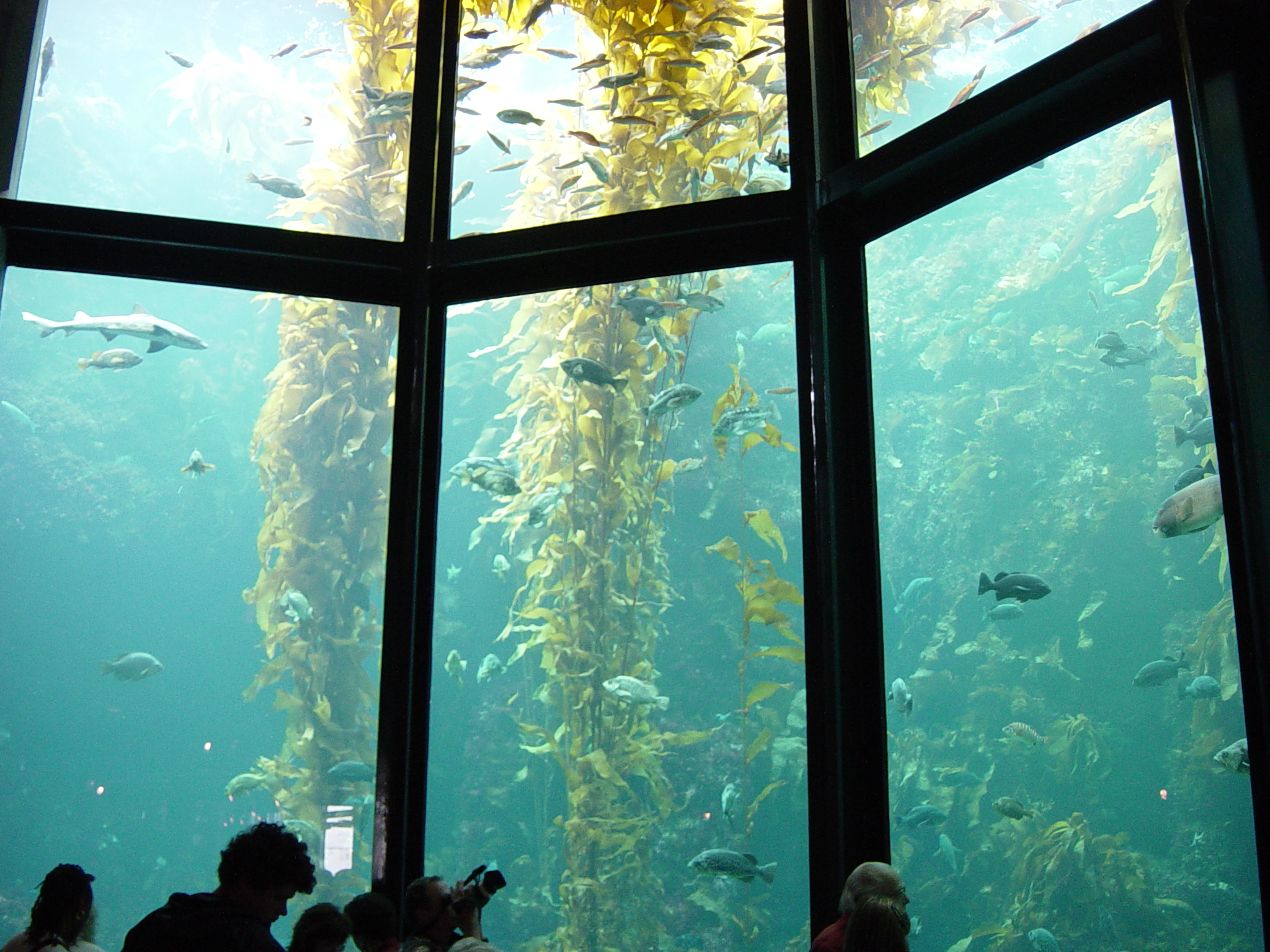
Tangwaldaquarium
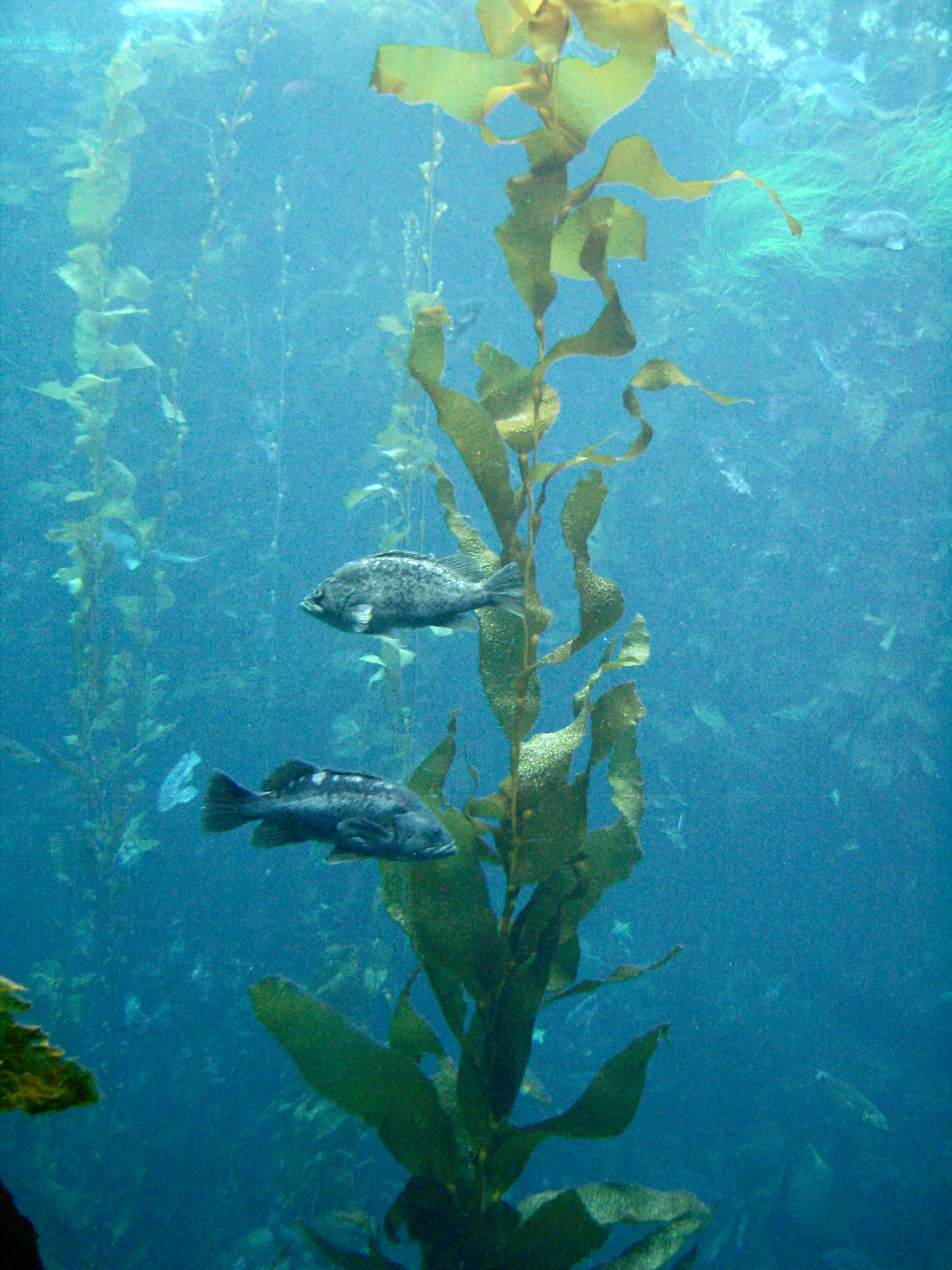
Stachelköpfe schwimmen um den Seetangwald herum.
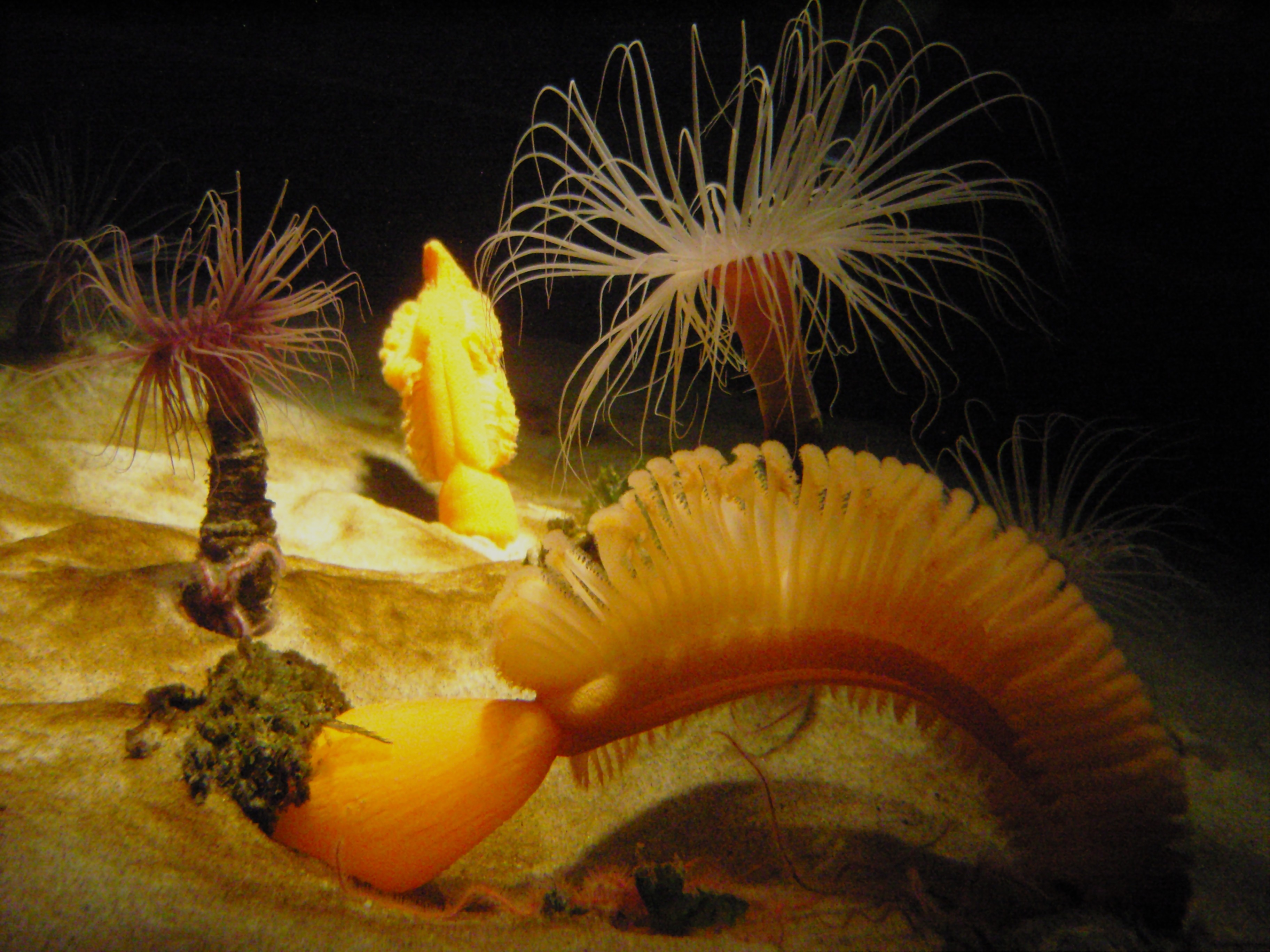
Orange Seefedern
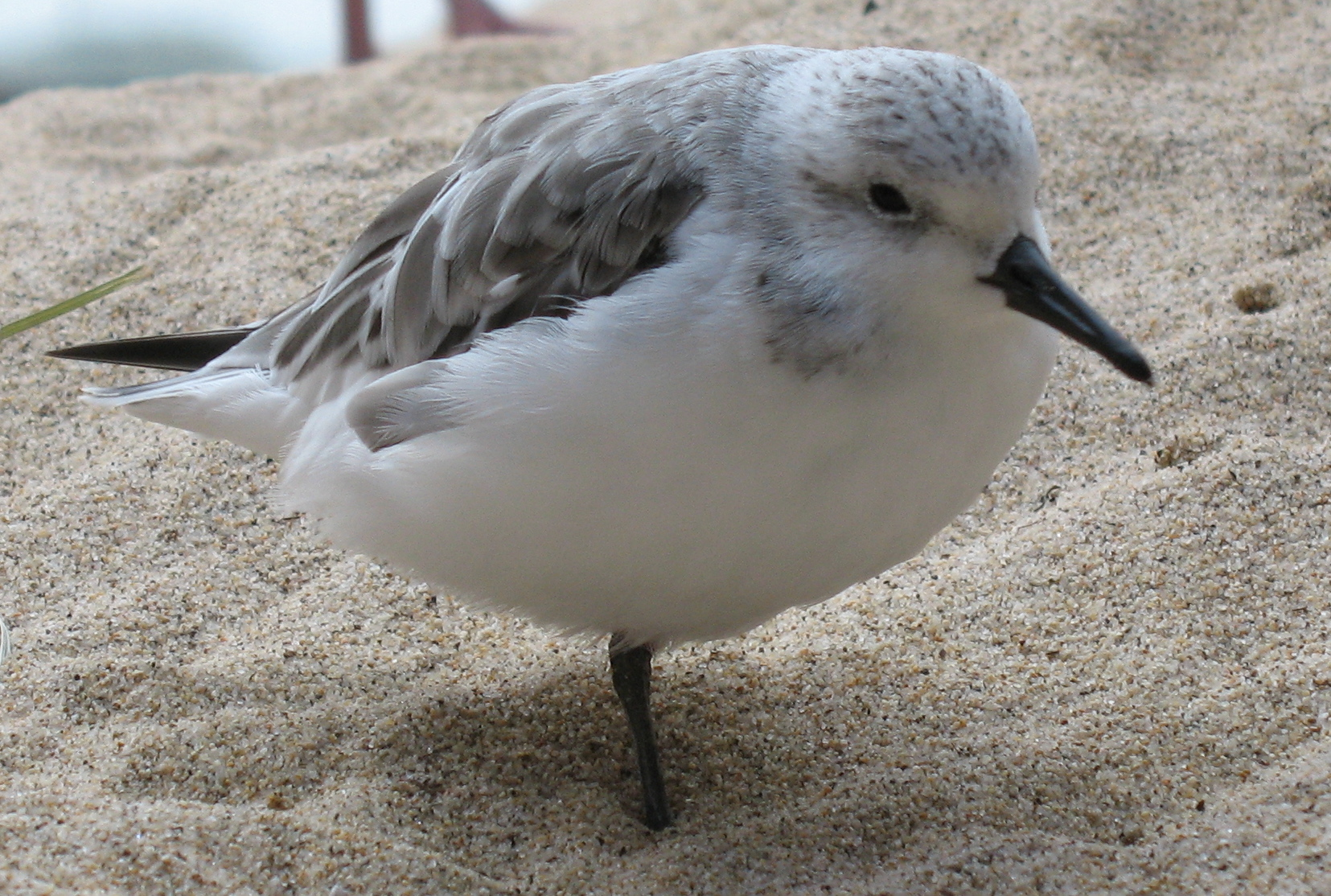
Ein auf einem Fuß stehender Sanderling

## Wissenschaft
Weltweit in die Schlagzeilen kam das Monterey Bay Aquarium durch sein Pionierprojekt, die erste erfolgreiche langzeitige Beherbergung eines jungen weißen Hais in einem Aquarium. Dieser weibliche Weiße Hai wurde im August 2004 vor der kalifornischen Küste gefangen und am 14. September 2004 ins Monterey Bay Aquarium befördert. Nach 198-tägigem Aufenthalt im Aquarium wurde der Hai im März 2005 wieder in die Freiheit entlassen. Seine Wanderung durch den Ozean wurde durch einen Peilsender über einen Zeitraum von 30 Tagen aufgezeichnet. Insgesamt beherbergte das Aquarium bisher sechs weiße Haie, den bislang letzten 2011, die alle mit Peilsender ausgestattet und wieder ausgesetzt wurden.
Darüber hinaus betreibt das Aquarium auch ein Programm zum Schutz der Seeotter (Sea Otter Research and Conservation), beteiligt sich am Tuna Research and Conservation Center (TRCC) zum Schutz des Blauflossen-Thunfischs und an dem Projekt „Tagging of Pacific Predators“ (TOPP), bei dem Meerestiere mit Peilsendern ausgestattet werden. Der Küstenstreifen vor Monterey ist heute ein wichtiges Meeresschutzgebiet. Das Aquarium unterhält enge Kontakte mit dem Monterey Bay Aquarium Research Institute (MBARI), das ebenfalls von David Packard gegründet wurde.

Weißer Hai im Outer-Bay-Becken
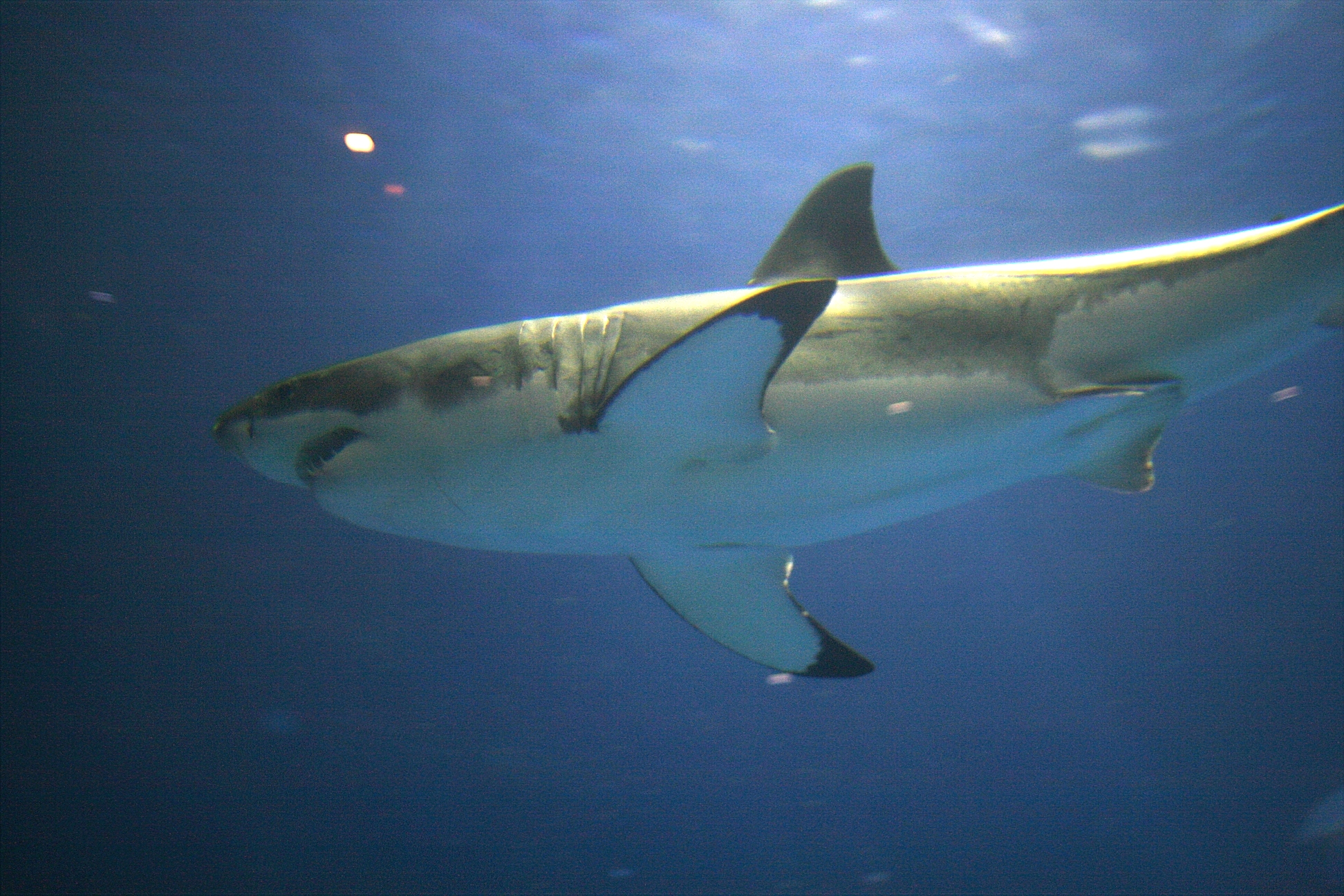
Großer Weißer Hai im the Outer Bay

## Gebäude
Das Aquarium befindet sich teilweise in den Hallen einer ehemaligen Sardinenkonservierungsfabrik. Die Fischerei war seit etwa 1850 zentrale Einnahmequelle für die Region. 1895 war in Monterey die erste eigentliche Fischfabrik errichtet worden, Knut Hovden errichtete an der Stelle der heutigen Ausstellung im Jahr 1916 die größte und modernste Konservenfabrik der Cannery Row, die das wirtschaftliche Zentrum einer ganzen Region bildete. Als in den Fünfzigerjahren die Erträge der Sardinenfischer wegen Überfischung merklich zurückgingen und schließlich ganz ausblieben, mussten sämtliche Fabriken schließen. Die Straße wurde zu einem Tourismuszentrum mit vielen Hotels und Restaurants.
Noch heute stehen die großen Dampfkessel, die zur Konservierung der Sardinen verwendet wurden, in der Eingangshalle. Ihre Geschichte bildet einen starken Kontrast zum heute hier vermittelten Verständnis für die Verletzlichkeit des Meeres.

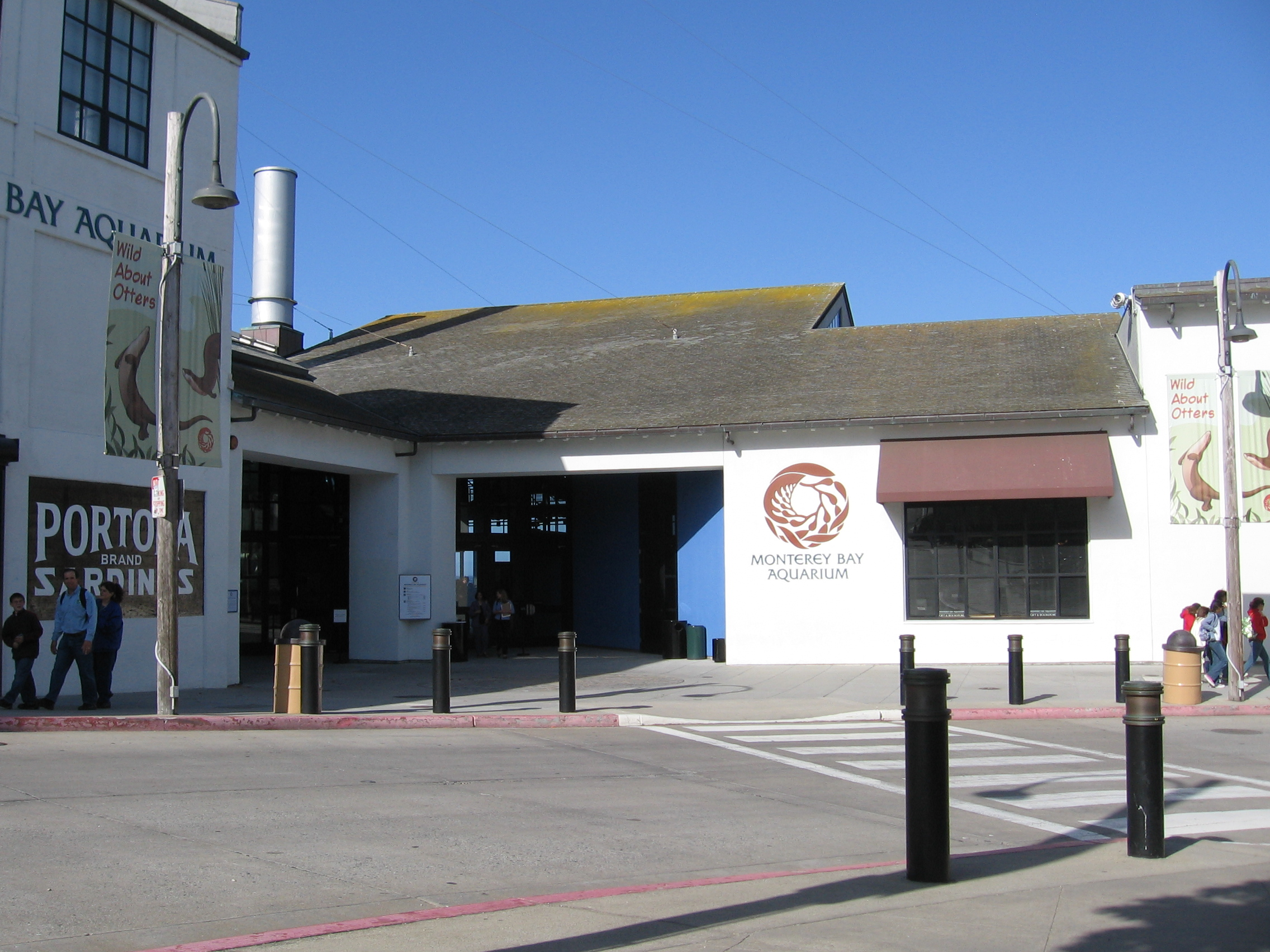
Eingang des Aquariums
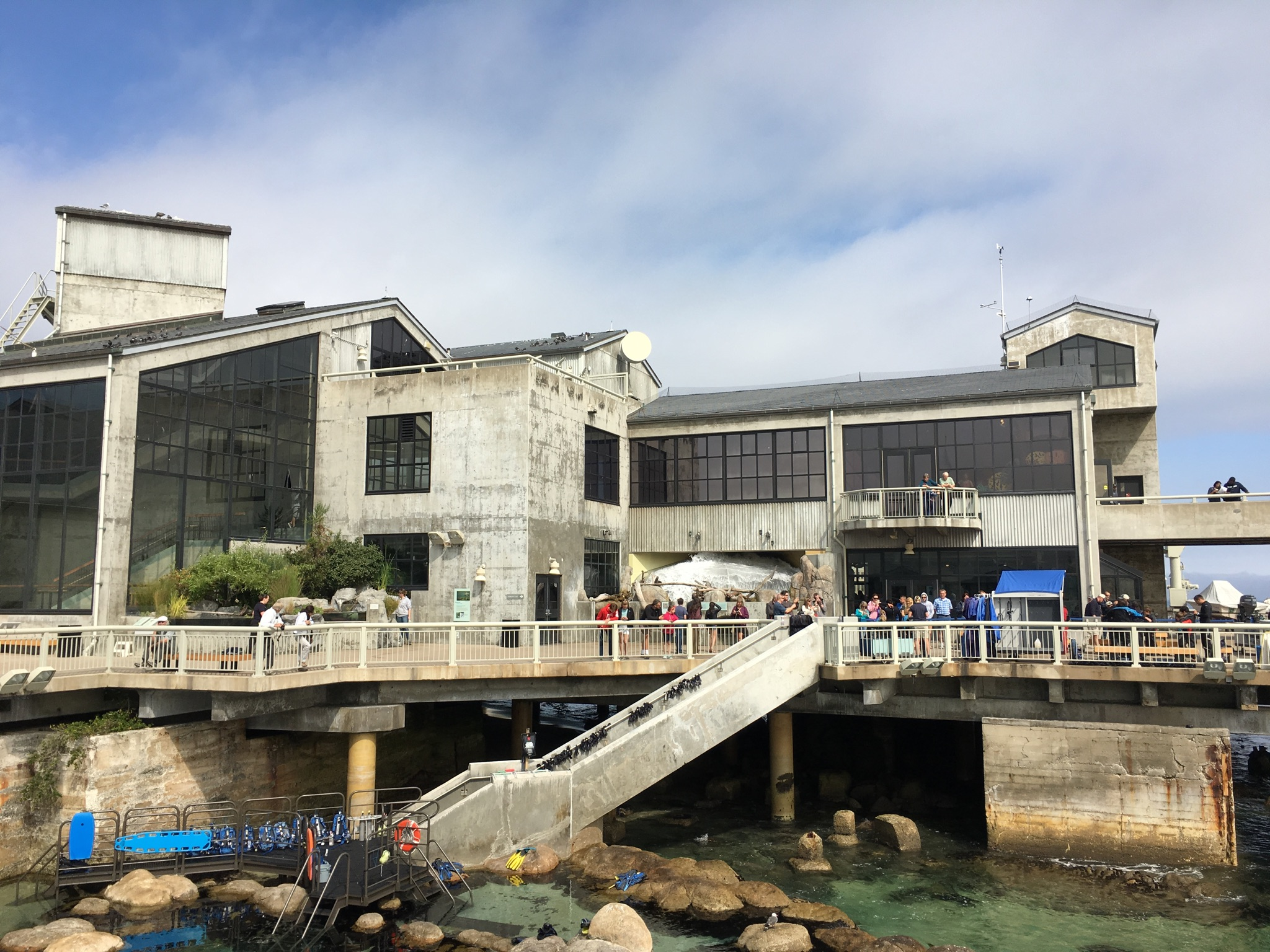
Hauptgebäude des Aquariums
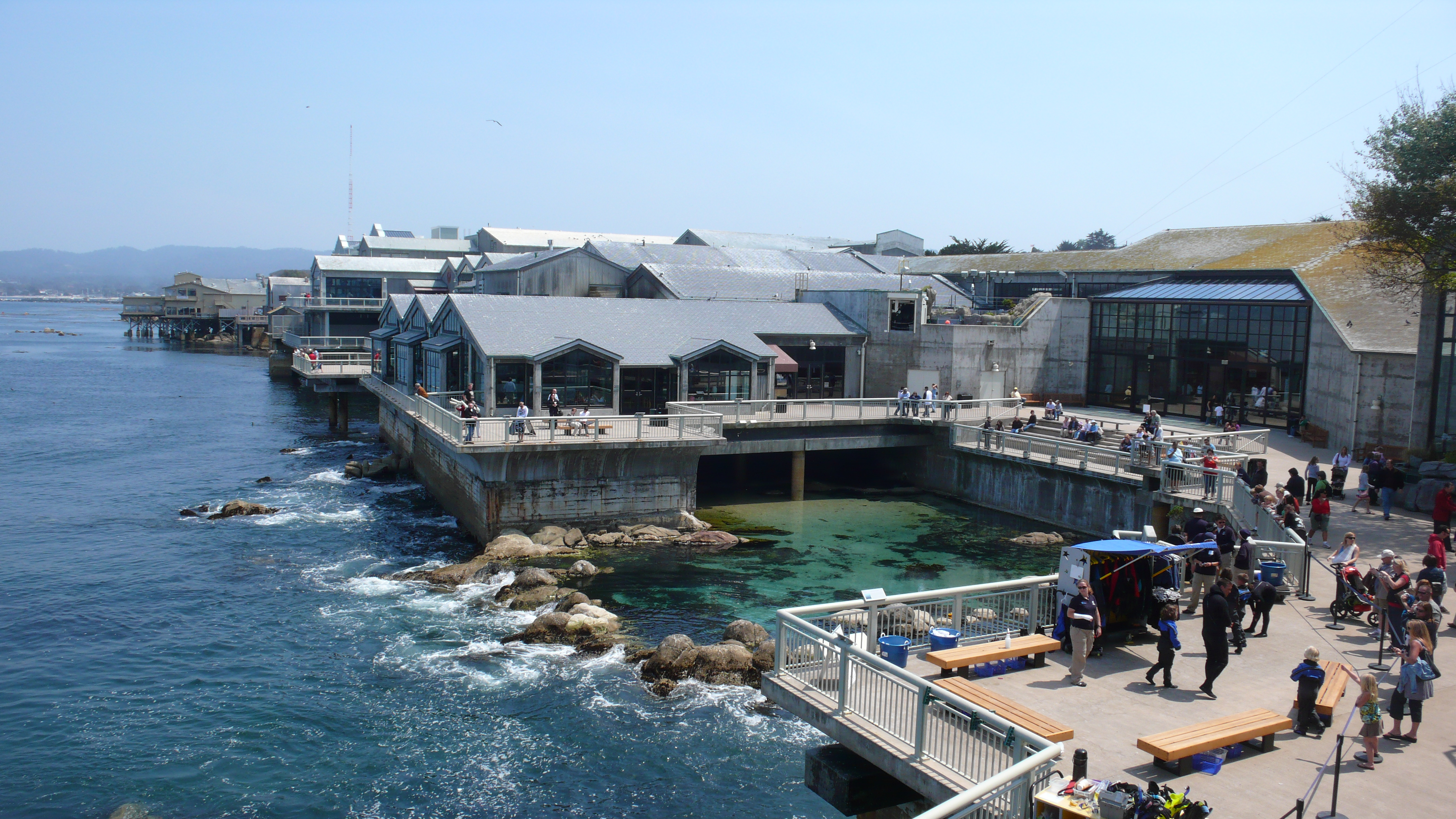
Die Ausstellung aus Richtung Pazifik
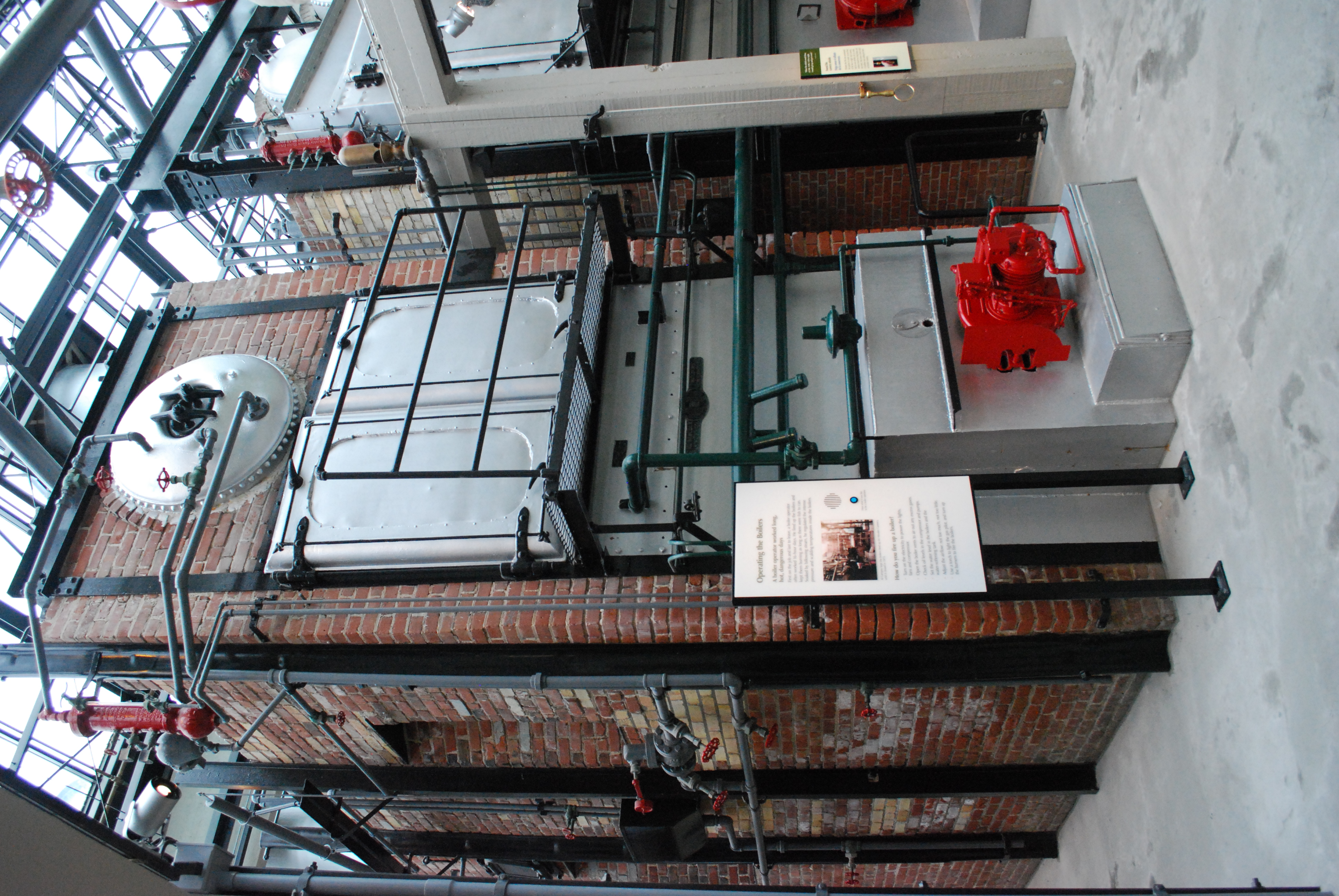
Einer der alten Dampfkessel für die Konservierung der Sardinen

## Sonstiges
- Für den Film Star Trek IV: Zurück in die Gegenwart wurden hier die Aquarium-Szenen gedreht.[6] Im Film ist das Aquarium allerdings in Sausalito bei San Francisco angesiedelt und wird als auf Wale spezialisierte Einrichtung (Cetacean Institute) dargestellt, die unter anderem zwei Buckelwale beherbergt.[7][8]